# Тегизжол
Тегизжо́л (каз. Тегісжол) — село в Бухар-Жырауском районе Карагандинской области Казахстана, входит в состав Самаркандского сельского округа. 

## География
Населённый пункт расположен на западе Бухар-Жырауского района, в 8,2 километрах (по автодороге) к юго-западу от административного центра сельского округа села Самарканд, в 93 километрах к западу от районного центра посёлка Ботакара и в 50 километрах к северо-западу от областного центра города Караганда. Соседние населённые пункты: село Ростовка в 4 километрах к юго-западу, Самарканд в 6,9 километрах к северо-востоку. Транспортное сообщение осуществляется автомобильной дорогой республиканского значения KAZ05 «Астана — Кабанбай батыра — Нура — Темиртау» (до 20 августа 2015 года — Р-3). Абсолютная высота центра населённого пункта — 477 метров над уровнем моря.

## Население
| Численность населения | Численность населения | Численность населения | Численность населения |
| 1989                  | 1999                  | 2009                  | 2021                  |
| --------------------- | --------------------- | --------------------- | --------------------- |
| 343                   | ↘316                  | ↘249                  | ↘193                  |